# Historiska museet för Fjärran Östern, uppkallat efter V.K. Arsenjev
Historiska museet för Fjärran Östern, uppkallat efter V.K. Arsenjev (ryska:Приморский государственный музей имени Арсеньева) är ett regionalt museum i Vladivostok i Ryssland.
Museet visar Primorskij krajs historia och natur, arkeologi och etnografi, inklusive material om regionens upptäcktsresande Mikail Venjukov (1832-1901), Nikolaj Przjevalskij och andra. Museet har tre filialer i Vladivostok och fem i andra städer.
Museet grundades 1884 av Sällskapet för studier av Amurområdet och öppnades för allmänheten 1890. Det var ursprungligen privat och förstatligades 1925. Det fick namn efter Vladimir Arsenjev 1945. 
Museet ligger sedan 1977 i ett tidigare affärs- och hyreshus för Handelshuset Churin och Kasyanov  hörnet Svetlanskajagatan/Aleuternagatan, som ritades av Vladimir Plansen och uppfördes 1903-1906. 

## Filialer i Vladivostok

### Upptäcktsresandens hus, Arsenjevgatan 7b
Vladimir Arsenjevs minneshusmuseum byggdes i början av 1900-talet. Familjen Arsenjev flyttade till lägenhet nummer 4 på andra våningen i juni 1929. Gatan där huset ligger fick 1965 sitt namn efter Arsenjev. År 1997 övertogs byggnaden av museet.
Rummen i lägenheten har behållits som de var under Vladimir Arsenjevs levnad, med ett kontor, ett vardagsrum, ett litet sovrum och ett växtrum. I kontoret och i vardagsrummet finns möbler och hushållsartiklar som de var under upptäcktsresandens liv, medan sovrum och växtrum används för utställningar.(43°06′43″N 131°52′29″Ö / 43.11194°N 131.87472°Ö)

### Tjänstemannens hus
Alexander Suchanovs hus på Sukhanovagatan 9 är ett av stadens få kvarvarande trähus från 1800-talet. Sedan 1977 är det ett museum. Suchanov var hög tjänsteman i den regionala regeringens kansli och bodde med sin familj i huset 1896–1921.
I sju salar visas antika möbler och hushållsartiklar från tiden omkring sekelskiftet 1800/1900, till exempel musikinstrument, symaskiner och badrumsattiraljer.
(43°07′02″N 131°53′44″Ö / 43.11722°N 131.89556°Ö)

### Stadsmuseet, Peter den stores gata 6
Stadsmuseet, som är Sällskapets för studier av Amurområdet ursprungliga museibyggnad, visar Vladivostoks historia. Byggnaden började uppföras 1888. 
(43°06′49″N 131°53′33″Ö / 43.11361°N 131.89250°Ö)

## Bildgalleri

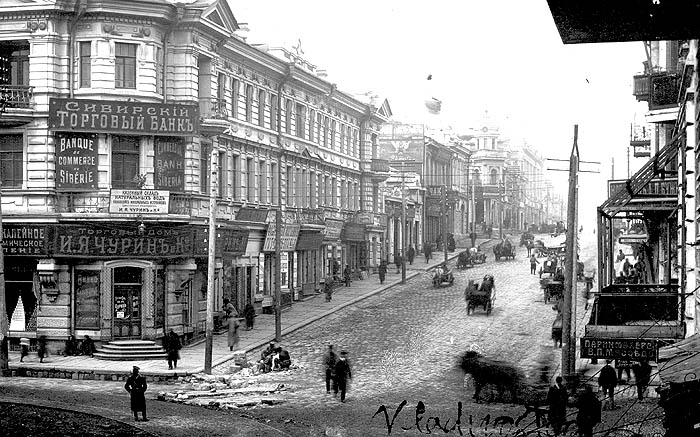
Museets huvudbyggnad, tidigt 1900-tal, med skyltarna: "Sibiriska handelsbanken" och "Handelshuset Churin & Co."
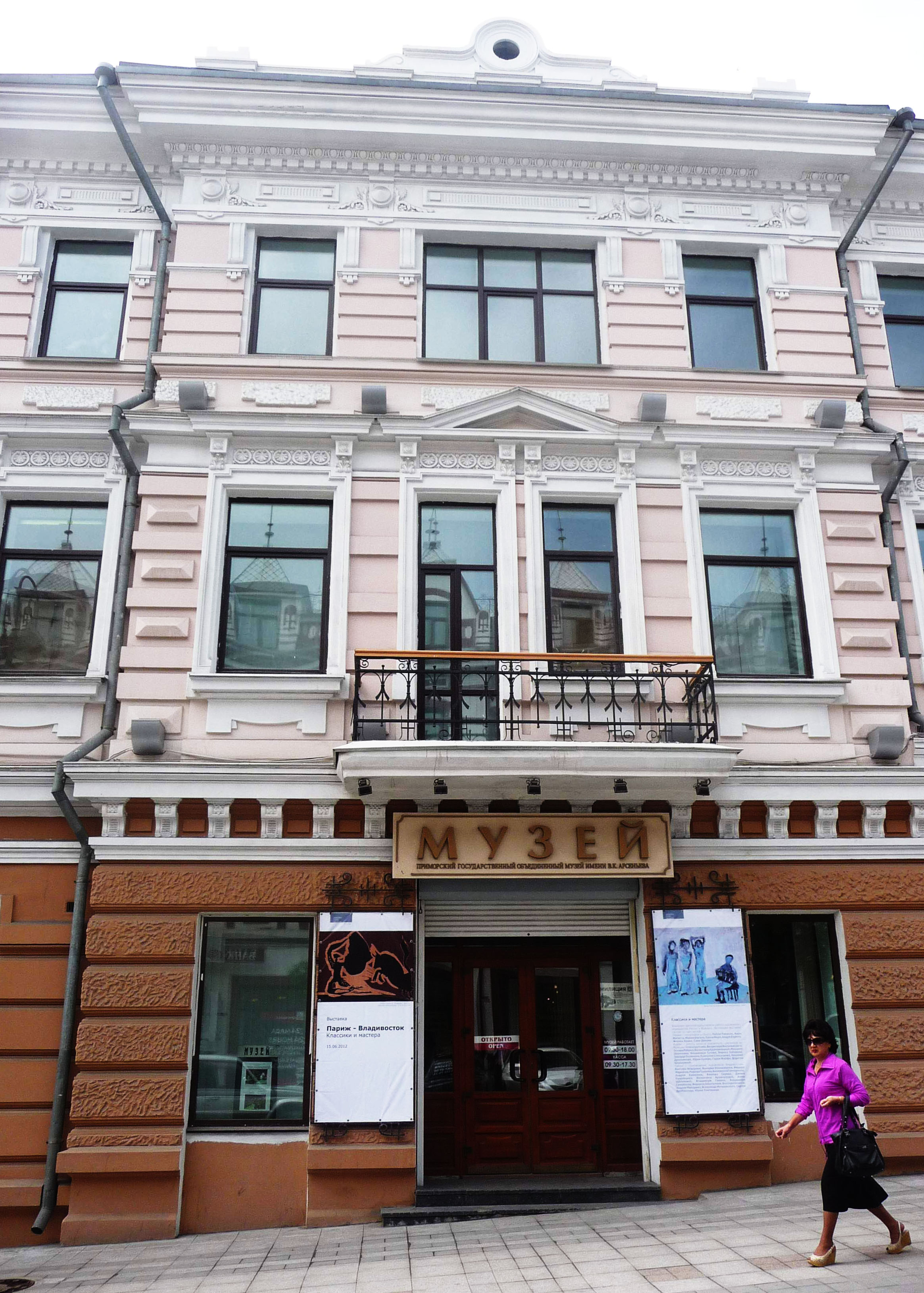
Entré på Svetlanskajagatan 20
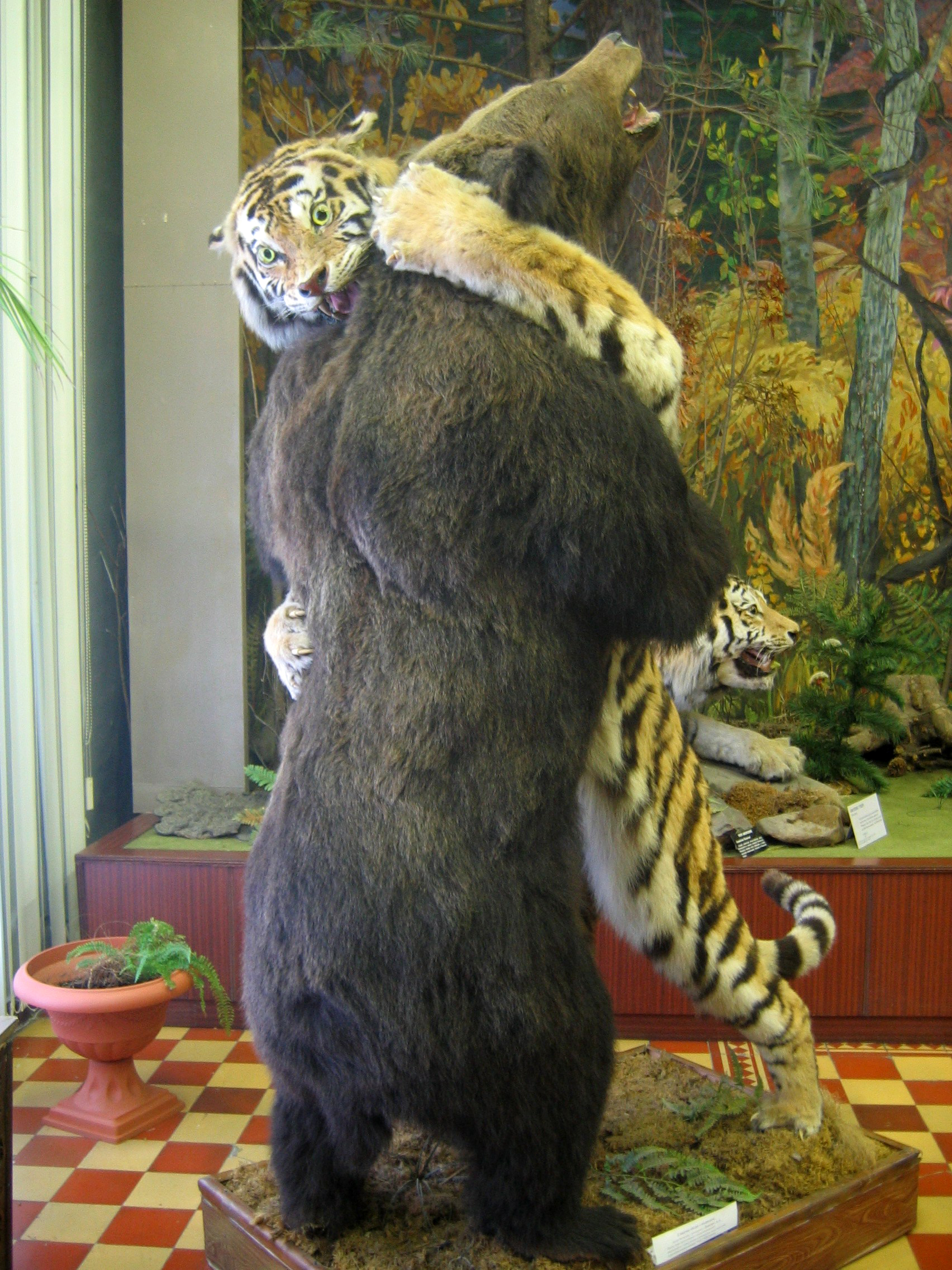
Tiger och björn
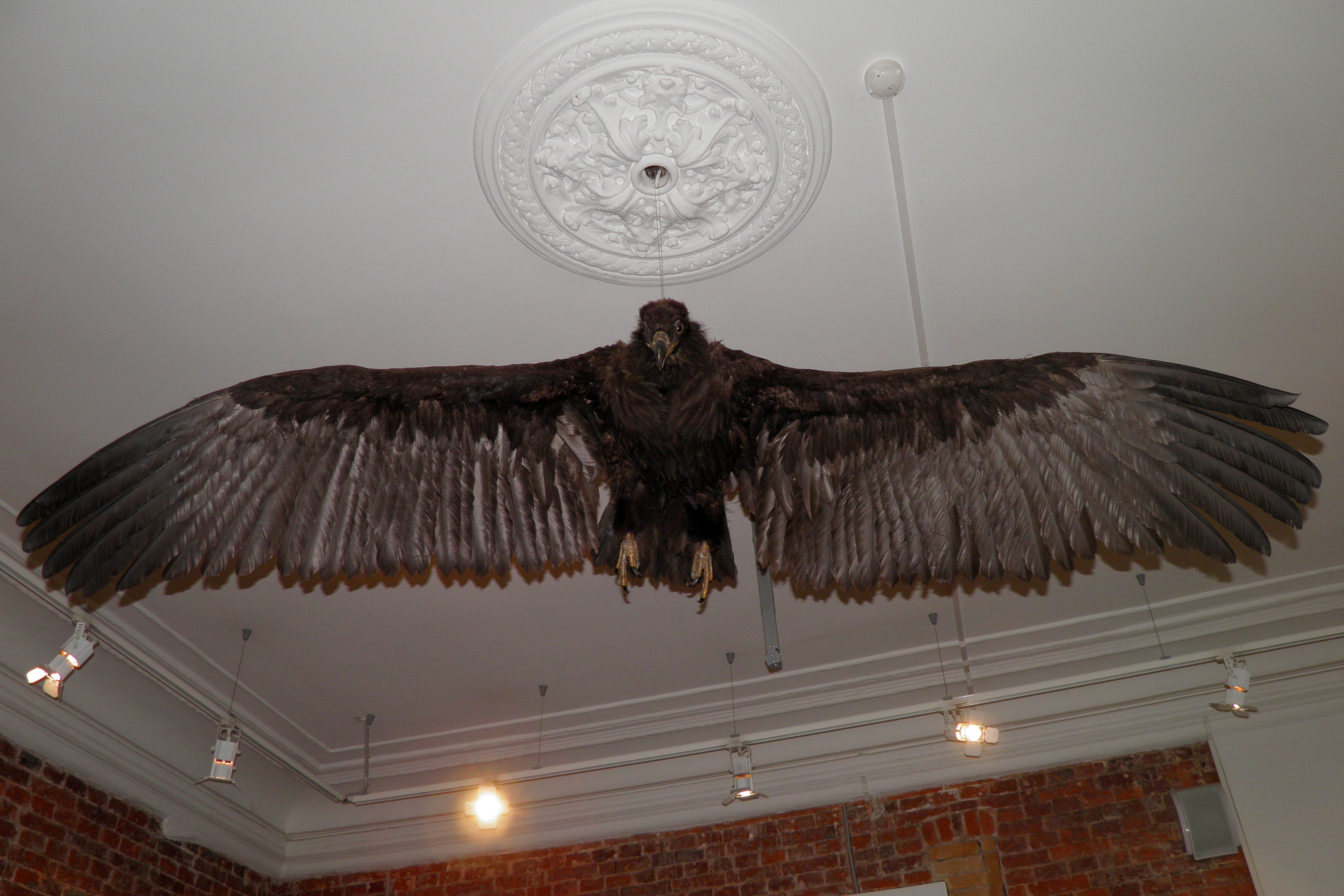
Grågam
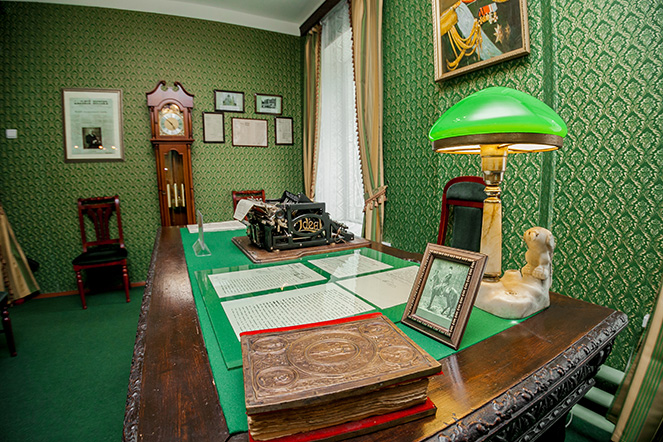
Tjänstemannens lägenhet
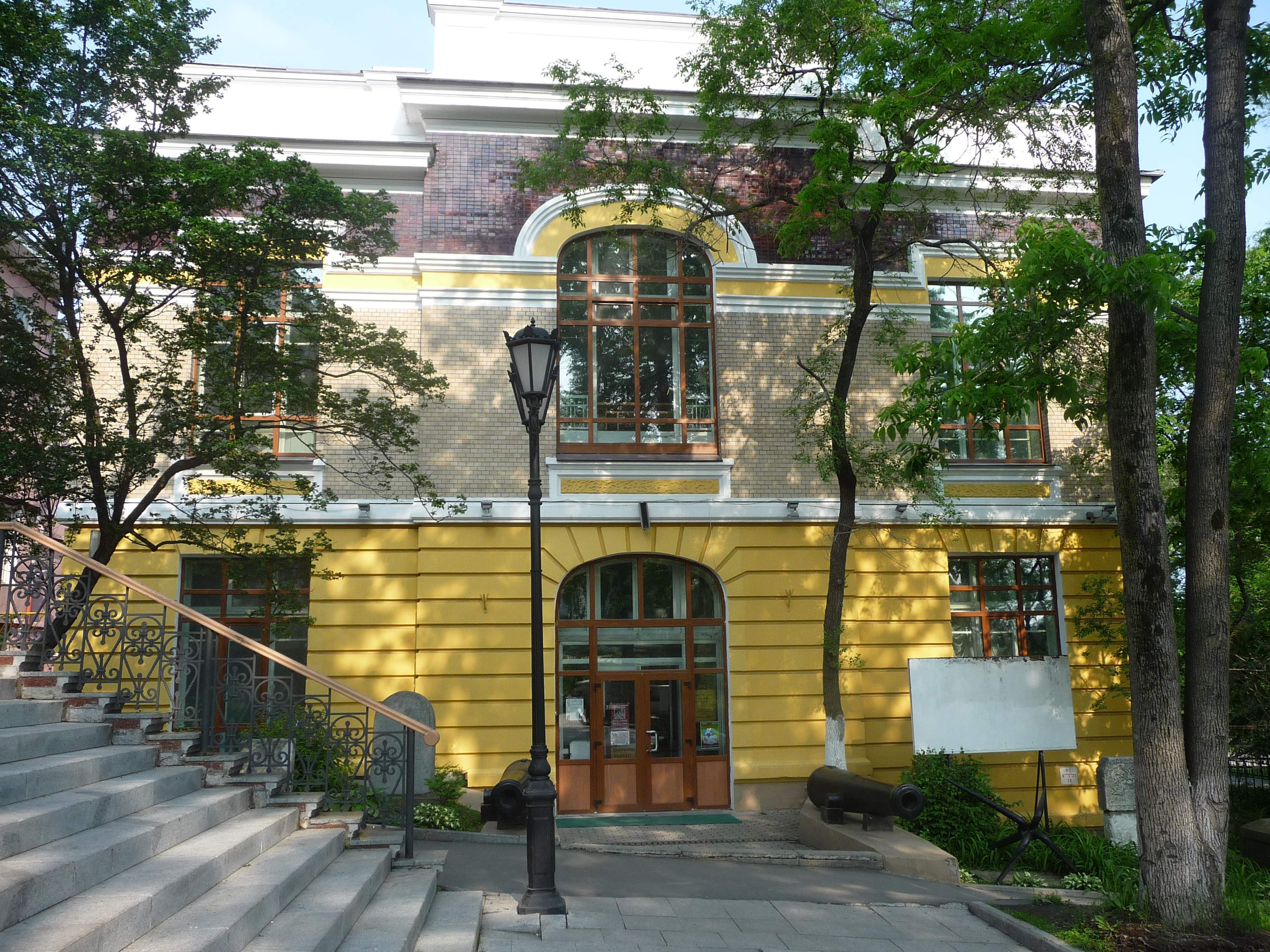
Stadsmuseet